# Tossal Rodó (Cercs)
El Tossal Rodó és una muntanya de 1.050 metres que es troba al municipi de Cercs, a la comarca catalana del Berguedà.